# Czech (nazwisko)
Czech, cz. Čech, żeńska forma Čechová, bez znaku diakr. Cech – nazwisko

## Polska
- Bronisław Czech (1908–1944) – narciarz
- Brunon Czech (ur. 1918) – lekkoatleta chodziarz
- Emil Czech (1908–1978) – żołnierz, uczestnik walk pod Monte Cassino
- Henryk Czech (ur. 1934) – piłkarz
- Jan T. Czech (ur. 1950) – grafik, twórca ekslibrisów
- Józef Czech (1762–1810) – matematyk
- Józef Czech (1806–1876) – drukarz, księgarz
- Marcin Czech – lekarz, były podsekretarz stanu w Ministerstwie Zdrowia
- Marcin Czech – futsalista
- Mirosław Czech (ur. 1962) – polityk, dziennikarz
- Rudolf Czech (1930–1975) – hokeista

## Czechy i Słowacja
- Marek Čech – słowacki piłkarz, zawodnik FC Porto
- Marek Čech – czeski piłkarz, zawodnik Łucz-Energii Władywostok
- Petr Čech – czeski piłkarz, bramkarz
- Eduard Čech – czeski matematyk, stąd Uzwarcenie Čecha-Stone’a

## USA
- Thomas Cech